# Baïan (1903)
Pour les articles homonymes, voir Bayan (homonymie).
Le Baïan (en russe : Баян, en français « barde » ou « conteur ») est un croiseur cuirassé de la Marine impériale de Russie. C'est le premier des quatre croiseurs de la classe Baïan (Amiral Makarov, Baïan, Pallada). Les deux premiers navires furent construits en France, les deux derniers en Russie.
La conception de la classe Baïan est développée par le MTK (Morskoï Tekhnitcheskii Komitet ou Comité technique naval), composé de représentants russes pour la construction navale, l'armement et les industries mécaniques. Le contrat fut confié à un chantier naval français, la Compagnie des forges et chantiers de la Méditerranée de La Seyne-sur-Mer basés à Toulon.
Le Baïan hérite son nom de la corvette Baïan. Lancé le 20 mai 1899, il entre en service en 1903. Lors de la prise de Port-Arthur, il est coulé le 23 novembre 1904, renfloué par les Japonais et affecté à la Marine impériale du Japon sous le nom d’Aso (阿蘇?). Rayé des effectifs navals de la flotte japonaise, il est coulé comme navire cible par le croiseur lourd Myōkō (妙高?) le 8 août 1932, au large de l'île d'Izu Oshima).

## Historique
Le 7 mai 1897, se tint une réunion sous la présidence du gouverneur du ministère de la Marine russe, le vice-amiral Tyrtov (1838-1903), en présence de l'amiral Pilkine (1824-1913), du vice-amiral S.P. Tyrtov, du vice-amiral Kaznakov (1834-1906), du vice-amiral Makarov, du vice-amiral Avelan (1839-1916), du contre-amiral Skrydlov (1844-1918), du contre-amiral Lomen, et du superviseur de la construction navale Kouteïnikov (1845-1906). Cette réunion devait aboutir à l'approbation du projet de construction d'un nouveau croiseur. Une décision finale est prise en douze points définissant le descriptif du projet :
- limitation du déplacement à 6 700 tonnes ;
- la vitesse à 21 nœuds ;
- un rayon d'action à 7 200 kilomètres à 10 nœuds ;
- deux hélices ;
- des chaudières de type Belleville ;
- un armement de 2 × 203 mm, 8 × 152 mm, 20 × 75 mm, etc.

Certains amendements furent apportés, le 11 juin 1897 :
- si nécessaire, le concepteur peut augmenter le tonnage à 7 000 tonnes avec la permission de l'administrateur de l'Amirauté ;
- huit canons dans les tourelles.

### Service dans la Marine impériale de Russie
Au printemps de 1903, le Baïan fait escale à Kronstadt où il participe, le 26 juillet, à une revue navale dans le cadre d'une cérémonie officielle, en présence de la famille impériale de Russie.
Le Baïan quitte Kronstadt, le 26 juillet 1903, avec le cuirassé Osliabia, et met le cap en direction de la Méditerranée, afin de rejoindre le Tsarevitch et l’Empereur Nicolas Ier. Ce groupe de bâtiments de guerre reçoit l'ordre de renforcer la flotte du Pacifique en Extrême-Orient. Toutefois, l’Osliabia est victime d'un accident dans le détroit de Gibraltar et le Baïan poursuit donc sa route seul. Le 25 septembre 1903, le Baïan et le Tsarévitch quittent la mer Méditerranée et mettent le cap sur l'Extrême-Orient. Le croiseur fait escale à Port-Saïd. Il accoste dans le port de Suez, le 27 septembre, jette l'ancre dans le port de Djibouti, le 30 septembre, s'ancre à Colombo, le 8 octobre, et à Sabong, le 21 octobre. Il part de Singapour le 7 novembre vers Port-Arthur. Le 19 novembre 1903, le Tsarévitch entre en contact radio avec le navire amiral Petropavlovsk. Le 30 novembre 1903, le Baïan et le Tsarévitch sont affectés à la 1re escadre du Pacifique. Les bâtiments de guerre participent ensuite à des exercices en mer et à l'application d'une nouvelle couleur de peinture en prévision de la guerre.
Le 25 janvier 1904, veille de l'attaque japonaise, le Baïan et le Boyard (Боярин) sont amarrés dans le port. Le capitaine de 1er rang Viren dépose alors un rapport destiné au chef d'escadre, demandant la permission d'installer des lignes de mines, mais il ne reçoit aucune réponse. 
Au cours de l'attaque japonaise, qui a lieu dans la nuit du 8 février 1904, le Baïan subit plusieurs attaques. Il est ainsi piégé avec le reste de la flotte russe, alors qu'il est amarré dans le port. Grâce à son épais blindage, le croiseur subit peu de dommages. Au cours des combats, trois marins démontrent un grand courage : le timonier Nikifor Petcheritcha, gravement blessé, le poroucthik (sous-lieutenant) S.K. Samara, le lieutenant A. Popov également blessés, qui demeurent à leurs postes de combat. Le bâtiment, qui est navire-amiral, participe ensuite à la sortie de Port-Arthur, avec le croiseur Novik et l'appui de destroyers. Cette opération navale est menée par l'amiral Makarov, le 10 mars 1904.
En avril 1904, le Baïan est impliqué dans un certain nombre de sorties en mer avec son escadre. Le 12 avril 1904, journée tragique pour la Marine impériale de Russie, le Baïan est positionné à deux kilomètres du cuirassé Petropavlovsk, lorsque celui-ci heurte une mine et coule. Le croiseur vient donc au secours des naufragés, mais l'amiral Makarov, commandant à bord du Petropavlovsk, ne figure pas parmi les survivants.
Le Baïan prend part à d'autres expéditions en mer, le 23 juin 1904 et le 24 juillet 1904. Ce jour-là, après avoir livré bataille contre les croiseurs japonais Nissin et Kassuga, le bâtiment de guerre battant pavillon de l'amiral Reitzenstein, regagne Port-Arthur, mais il saute en chemin sur une mine. Les marins démontrent alors de grandes compétences, car ils réussissent à maintenir le croiseur à flot, et ce dernier peut regagner le port. Lors des réparations entreprises sur le Baïan, son armement est transféré sur le Peresvet et le Slava. Le 10 août 1904, les réparations sur le Baïan n'étaient pas encore achevées. Aussi, après quelques hésitations, l'amiral Withöft tente de rallier Vladivostok en perçant le blocus japonais. Le matin du 10 août 1904, la 1re escadre du Pacifique appareille de Port-Arthur. Toutefois l'amiral Togo avait envisagé la sortie de la flotte russe, et il place donc ses navires en conséquence : la bataille de la mer Jaune débute à 17 h 43, lorsque l'amiral japonais ouvre le feu sur la flotte russe. L'amiral Vithöft est tué sur la passerelle du Tsarévitch. Certains navires peuvent rentrer au port. 
Après le décès de l'amiral Withöft, le capitaine de 1er rang Viren, commandant de bord du Baïan est nommé chef de la 1re escadre du Pacifique. Le capitaine de 1er rang démontra peu d'empressement pour quitter le port et engager le combat contre la flotte japonaise, et invoqua le prétexte suivant : préserver ses navires afin de renforcer la flotte de la Baltique, déjà en chemin pour soutenir la flotte russe prise au piège dans Port-Arthur. Il se peut que cette excuse était valable car des armes de ses navires avaient été transférées pour renforcer les batteries terrestres, ainsi que la plupart de ses marins pour renforcer les soldats de l'infanterie.
La flotte japonaise continue donc de resserrer l'étau sur Port-Arthur. En novembre 1904, les forces japonaises placent dix-huit canons de 280 mm et des mortiers, afin d'ouvrir le feu sur les navires russes ancrés dans le port.
En décembre de la même année, la totalité des navires de la 1re escadre du Pacifique indemnes est sabordée par leurs membres d'équipage, pour éviter leur capture par les Japonais. Six à huit torpilles sont disposées autour de la coque de chaque navire ayant échappé au bombardement. Le Baïan est atteint plus que tout autre navire (cuirassé ou croiseur) de l'escadre. Les Japonais ouvrent en effet le feu sur lui, et il est atteint par sept obus sur le pont et cinq sur le côté de la coque. Dans la nuit du 2 janvier 1905, le navire est détruit par ses membres d'équipage.

### Service dans la Marine impériale du Japon
Après la prise de Port-Arthur, les Japonais commencent le renflouement des bâtiments de guerre russes. Le Baïan est mis en cale sèche, le 7 août 1905, dans le port militaire de Maizuru situé dans la préfecture de Kyoto. Tout d'abord, l'ex-croiseur russe est vendu à la Chine, mais la transaction ne se concrétise pas. Il est donc affecté à la flotte japonaise, le 22 août 1905, sous le nom d'IJN Aso (阿蘇?). Il devait son nom au mont Aso, volcan situé sur l'île de Kyushu. Entre 1905 et 1906, des travaux de rénovation sont entrepris sur le croiseur qui est doté de nouvelles chaudières (Miyabara) et de nouveaux canons (Vickers).

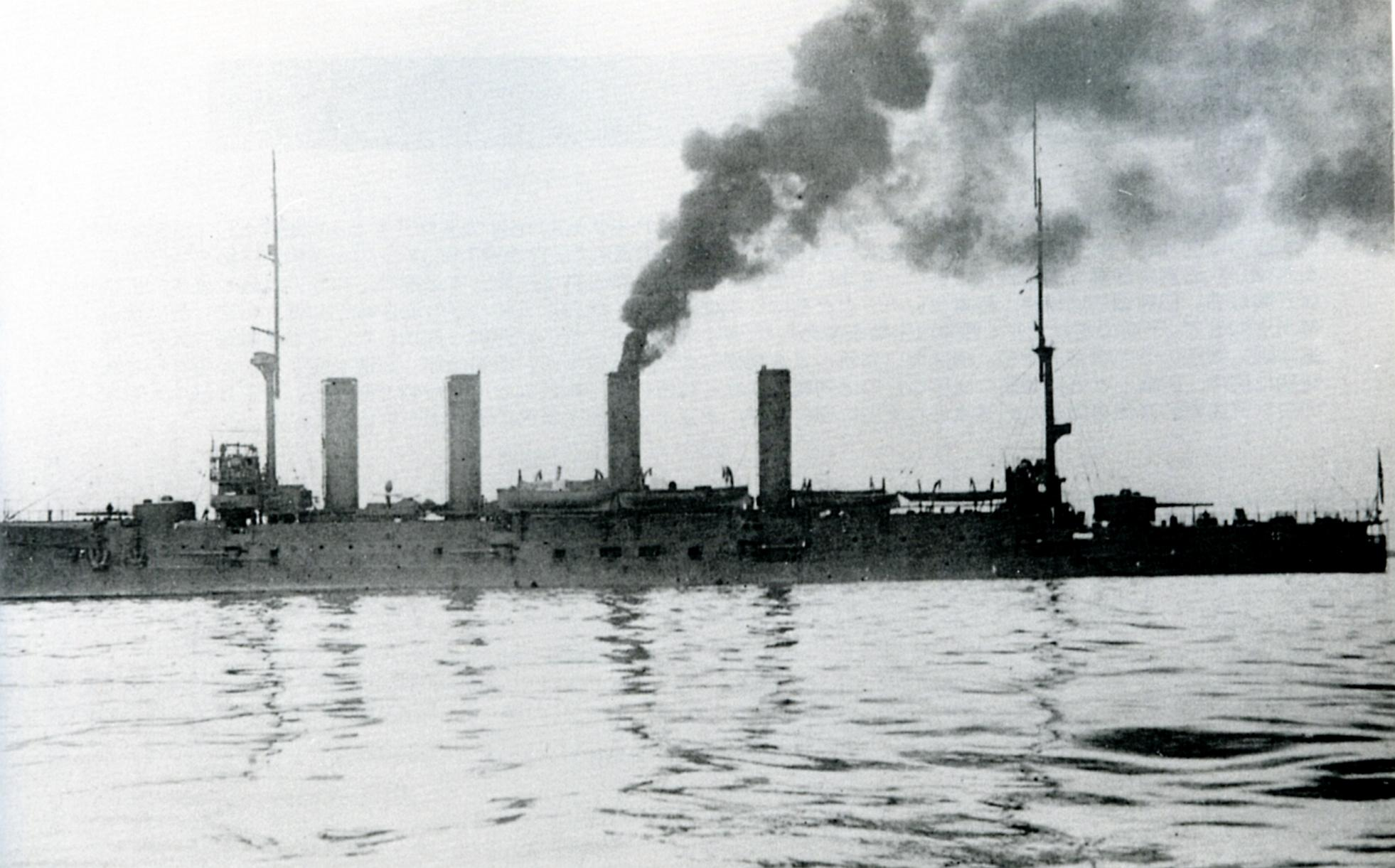
IJN Aso en 1911

Après sa mise en service dans la Marine impériale du Japon, l’Aso est mis en service, le 30 août 1908, comme patrouilleur au large des côtes de Chine. En 1909, il est affecté avec le Soya (宗谷?) dans une formation de croiseurs naviguant dans la zone de l'Océan Pacifique à l'ouest de l'Amérique du Nord aux alentours d'Hawaï. En 1910, il entreprend une longue expédition vers l'Australie et les Philippines.
De 1911 à 1915, l’Aso est basé à Yokosuka et patrouille dans les eaux japonaises. Néanmoins, le croiseur effectue un grand nombre de patrouilles au sud, au début de la Première Guerre mondiale. Il assure la protection, dans le cadre de l'effort de guerre du Japon au sein de l'Alliance anglo-japonaise, des navires commerciaux contre les attaques des navires de la Marine impériale allemande. 
Le 1er avril 1920, l’Aso est reclassifié en mouilleur de mines, avec un total de 512 mines marines embarquées. Ces mines sont stockées sur le pont supérieur du bâtiment de guerre. Au cours de l'intervention des alliés en Sibérie (1918-1922), l’Aso est utilisé comme patrouilleur côtier et transporteur de troupes du 28 août au 9 septembre 1922. Lors du séisme de Kanto, le 1er septembre 1923, ce bâtiment de guerre effectue le transport des fournitures et des réfugiés.
L’Aso est retiré de la liste des navires actifs, le 1er avril 1931. Il est coulé, le 4 août 1932, au large de l'île d'Izu Oshima, alors qu'il est utilisé comme navire cible, par les canons du Myoko (Myōkō) et par les torpilles du sous-marin japonais I-89, ainsi que par des bombes larguées par un bombardier en piqué.
Contrairement au croiseur Varyag, aux cuirassés Poltava et Peresvet, le Baïan n'est pas revendu à la Russie en 1916.

## Commandant duBaïan
- Robert Nikolaïevitch Viren

## À noter
En 1907, un nouveau croiseur construit après la guerre russo-japonaise hérita du nom de son prédécesseur, le Baïan.